# Consiglio di cooperazione regionale
Il Consiglio di cooperazione regionale (CCR) è una struttura cooperativa regionale per gli Stati del Sud-Est dell'Europa, con l'obiettivo stabilito di "promuovere la mutua cooperazione e l'integrazione europea ed euro-atlantica del Sud-Est d'Europa al fine di ispirare lo sviluppo nella regione a beneficio dei suoi cittadini".

## Descrizione
(Hido Biščević, Segretario Generale del Consiglio di Cooperazione Regionale)
L'RCC ha sostituito il Patto di stabilità per l'Europa sudorientale il 27 febbraio 2008. È un braccio operativo del Processo di cooperazione dell'Europa sudorientale (SEECP) e funziona come un punto focale per la cooperazione nel Sud-Est dell'Europa attraverso una struttura guidata regionalmente. Esso funge anche da forum per il continuo coinvolgimento della comunità internazionale impegnata nella regione.
L'opera del CCR è focalizzata su cinque aree prioritarie:
- Sviluppo economico e sociale
- Infrastrutture ed energia
- Giustizia ed affari interni
- Cooperazione in materia di sicurezza
- Formazione di capitale umano e cooperazione parlamentare.

La membership del CCR consiste di 45 Stati, organizzazioni ed istituzioni finanziarie internazionali. L'organizzazione ha un segretariato a Sarajevo, Bosnia ed Erzegovina, guidato dal segretario generale Hido Biščević, che è stato impiegato sin dalla fondazione del Consiglio e che è stato scelto dai ministri degli Esteri della SEECP nel maggio 2007. A parte il quartier generale di Sarajevo, il segretariato ha un Liaison Office a Bruxelles con le istituzioni europee ed euro-atlantiche.
Gli incontri del CCR sono l'Incontro annuale e gli incontri del Comitato del CCR che si tengono ogni tre mesi. Il Comitato del CCR provvede alla direzione operativa e alla supervisione dell'organizzazione. È formato da quei membri del CCR che contribuiscono al bilancio del Segretariato del CCR e dall'Unione Europea, rappresentata dalla Troika formata dalla presidenza della UE, dalla Commissione Europea e dal segretariato del Consiglio dell'Unione europea.

## Membri

### Stati
- Albania[2]
- Austria[2]
- Bosnia ed Erzegovina[2]
- Bulgaria[2]
- Canada
- Croazia[2]
- Danimarca[2]
- Finlandia[2]
- Francia[2]
- Germania[2]
- Grecia[2]
- Irlanda[2]
- Italia[2]
- Lettonia[2]
- Macedonia[2]
- Moldavia[2]
- Montenegro[2]
- Norvegia[2]
- Polonia[2]
- Regno Unito[Lo è ancora?]
- Rep. Ceca[2]
- Romania[2]
- Serbia[2]
- Slovacchia
- Slovenia[2]
- Spagna[2]
- Stati Uniti
- Svezia[2]
- Svizzera[2]
- Turchia[2]
- Ungheria[2]
- Europa Stati membri; rappresentati dalla Troika, formata dalla Presidenza dell'Unione europea, dalla Commissione europea e dal Segretariato del Consiglio dell'Unione europea così come dal Parlamento europeo.

### Organizzazioni internazionali
- Banca di sviluppo del consiglio d'Europa
- Banca europea per gli investimenti
- Banca europea per la ricostruzione e lo sviluppo
- Banca Mondiale
- Commissione economica per l'Europa
- Consiglio d'Europa
- Iniziativa di cooperazione dell'Europa sudorientale
- NATO
- ONU
- Organizzazione per la cooperazione e lo sviluppo economico
- Organizzazione per la sicurezza e la cooperazione in Europa
- Programma delle Nazioni Unite per lo sviluppo
- Missione di Amministrazione ad interim delle Nazioni Unite in Kosovo (UNMIK) nell'interesse del Kosovo in accordo con la Resolution 1244 del Consiglio di Sicurezza delle Nazioni Unite[2]